# Ensemble Hyperion
 (août 2018).
Pour les articles homonymes, voir Hyperion.
L’Ensemble Hyperion est un groupe roumain d’interprètes et de compositeurs ayant comme but déclaré le développement d’un nouveau programme esthétique - préfigurant une « nouvelle avant-garde » dans la musique, programme dont la principale définition est la « musique spectrale ».

## Historique
Hyperion a été fondé en 1976 par le compositeur Iancu Dumitrescu. 